# Gerichtsbezirk Rovereto
Der Gerichtsbezirk Rovereto war ein dem Bezirksgericht Rovereto unterstehender Gerichtsbezirk in der Gefürsteten Grafschaft Tirol. Der Gerichtsbezirk war Teil des Trentino und gehörte zum Bezirk Rovereto. Er umfasste die Stadt Rovereto im Etschtal sowie ihr Umland. Nach dem Ersten Weltkrieg musste Österreich den gesamten Gerichtsbezirk an Italien abtreten.

## Geschichte
Der Gerichtsbezirk Rovereto wurde durch eine 1849 beschlossene Kundmachung der Landes-Gerichts-Einführungs-Kommission geschaffen und umfasste ursprünglich die zwölf Gemeinden Benello, Calliano, Folgaria, Lizzana, Marco, Noriglio, Roveredo, Sacco, Terragnuolo, Trambilleno, Valarsa und Volano.
Der Gerichtsbezirk Rovereto bildete im Zuge der Trennung der politischen von der judikativen Verwaltung
ab 1868 gemeinsam mit den Gerichtsbezirken Mori, Ala und Nogaredo den Bezirk Rovereto,
wobei der Gerichtsbezirk Nogaredo 1905 in Gerichtsbezirk Villa Lagarina umbenannt wurde.
Der Gerichtsbezirk Rovereto wies 1869 eine Bevölkerung von 19.909 Personen auf.
1910 wurden für den Gerichtsbezirk 34.959 Personen ausgewiesen, von denen 889 Deutsch (2,5 %) und 32.393 Italienisch oder Ladinisch (92,7 %) als Umgangssprache angaben. Die Deutschsprachigen lebten im Gerichtsbezirk Rovereto fast ausschließlich in Rovereto, wobei sich unter ihnen zahlreiche Militärangehörige befanden.
Durch die Grenzbestimmungen des am 10. September 1919 abgeschlossenen Vertrages von Saint-Germain wurde der Gerichtsbezirk Rovereto zur Gänze Italien zugeschlagen.

## Gerichtssprengel
Der Gerichtssprengel umfasste 1910 die zwölf Gemeinden Besenello, Calliano, Folgaria, Lizzana, Marco, Noriglio, Rovereto, Sacco, Terragnolo, Trambileno, Valarsa und Volano.